# Vuelo 831 de Vietnam Airlines
El vuelo 831 de Vietnam Airlines, un Tupolev Tu-134 se estrelló en un campo de arroz cerca de la población de Semafahkarm, Tambon Khu Khot, Amphoe Lam Luk Ka, Pathum Thani, Tailandia mientras efectuaba un vuelo de Hanoi a Bangkok. La causa del accidente no ha sido esclarecido, sin embargo los pilotos reportaron que el avión podía haber sido alcanzado por un rayo. Tres tripulantes y 73 pasajeros murieren el accidente. Este fue el segundo peor accidente en la historia de Tailandia en el momento del suceso, siendo en la actualidad el quinto peor de Tailandia.

## Pasajeros
Entre los muertos estaban el ministro de Salud Pública de Vietnam y su mujer. vi:Đặng Hồi Xuân y su hija Hoa; el embajador indio ambassador y su mujer. Arun B. Patwardhan y su hijo de 17 años; David McAree, un británico perteneciente a Amnistía Internacional y su mujer, la hija del famoso escritor vietnamita exiliado vi:Duyên Anh; Kiyokta Ida, segunda secretaria del embajador japonés en Hanoi. También viajaban a bordo polacos, franceses, finlandeses, suecos, birmanos, indios y japoneses (no americanos).